# هانك بول
هانك بول هو فنان تشكيلي كندي، ولد في 1949 في كالغاري في كندا.